# 西田勝雄
西田 勝雄（にしだ かつお、1929年1月24日 - 2001年10月22日）は、日本の長距離走選手である。

## 経歴
福岡県出身。中央大学時代に東京箱根間往復大学駅伝競走5区を6年連続で駆けたことで知られる。
1951年アジア競技大会でマラソンに出場し、銀メダルを獲得した。
1952年ヘルシンキオリンピックでマラソンに出場した。 
第57回ボストンマラソン4位入賞、第58回ボストンマラソン5位入賞
中央大学卒業後に九州電工（現在の九電工）で競技を続け、現役引退後は同社陸上競技部監督や日本陸上競技連盟強化コーチを務めた。
2001年10月22日午後0時46分、肺炎のため福岡市博多区の病院にて死去。72歳没。

## 著書
- 「マラソン」(講談社)(共著　高橋進)